# Ordine di Berta
L'Ordine di Berta (in tedesco: Bertha-Orden) fu un ordine cavalleresco femminile fondato nell'ambito del Principato di Lippe.

## Storia
L'Ordine venne fondato il 30 maggio 1910 dal principe Leopoldo IV di Lippe come ordine femminile su quattro classi di benemerenza:
- Medaglia di Berta con corona
- Medaglia di Berta
- Croce al merito di servizio per dame
- Croce al servizio per dame

L'Ordine ammetteva in tutto 30 dame esclusa la principessa Berta, dedicataria dell'Ordine, a cui era concesso il privilegio di amministrare l'Ordine. Condizione necessaria all'ammissione era che tutte le donne aderenti dovessero essere non maritate ed occupate nell'amore per il prossimo attraverso opere assistenziali a favore della società o della chiesa.

## Insegne
- La medaglia dell'Ordine era costituita da una croce latina patente smaltata di viola sulla quale era impressa la data di fondazione dell'Ordine, "1910". Nel medaglione centrale, smaltato di rosso, sul diritto si potevano leggere le iniziali "L B" (per Leopoldo e Berta), sovrastate dalla corona principesca in oro. Sul retro del medaglione, all'interno di una corona d'alloro, si leggeva in oro la scritta "DEM FRAUEN VERDIENST" ("al servizio delle dame").
- Il nastro dell'ordine era giallo con due strisce rosse per parte.

Dopo la morte della principessa Berta, il principe Leopoldo IV si risposò, ma la medaglia non venne più concessa dopo la sua abdicazione avvenuta l'11 novembre 1918.

## Fonti
- Reiner Schwark: Die Orden und Ehrenzeichen des Fürstentums Lippe-Detmold und des Freistaats – Land Lippe – 1778 bis 1933, Verlag topp+möller ISBN 3-9808505-5-2